# HD 36553
HD 36553，又名CD-47 1884，SAO 217368、HR 1856，是一颗恒星，视星等为5.46，位于銀經253.35，銀緯-32.98，其B1900.0坐标为赤經5h 27m 24.5s，赤緯-47° -32.98′ 58″。